# Ferdinand Karl Schweikart
Ferdinand Karl Schweikart   (Erbach, 28 de febrer de 1780 - Königsberg, 17 d'agost de 1857) va ser un jurista i matemàtic aficionat alemany, conegut pels seus treballs pioners sobre geometria no euclidiana.

## Vida i Obra
Schweikart, fill d'un advocat de Hessen, va anar a l'escola de la seva ciutat natal. Va fer els estudis secundaris a Hanau i Waldeck abans d'ingressar el 1796 per estudiar dret a la universitat de Marburg, on va assistir a les classes de matemàtiques del professor J.K.F. Hauff. Va obtenir el doctorat en dret a la universitat de Jena el 1798.
Després d'exercir l'advocacia uns anys a Erbach, va ser, des de 1803 a 1807, preceptor del jove príncep de Hohenlohe-Ingelfingen. A partir de 1809 va ser professor de dret a les universitats de Giessen (1809-1812), Khàrkiv (1812-1816), Marburg (1816-1821) i Königsberg (1821 i endavant).
Però Schweikart és, més conegut pels seus treballs matemàtics: el 1807 va publicar Die Theorie der Parallellinien, nebst dem Vorschlage ihrer Verbannung aus der Geometrie (La teoria de les paral·leles, juntament amb els suggeriments pel seu desterrament de la geometria). Després, el 1818 va escriure a Gauss, a través del seu deixeble Christian Ludwig Gerling, parlant d'una nova geometria, que va anomenar geometria astral, en la que la suma dels angles d'un triangle seria menys de 180°. Va influir en l'obra del seu nebot, el matemàtic i jurista Franz Taurinus.